# Ammiel Bushakevitz

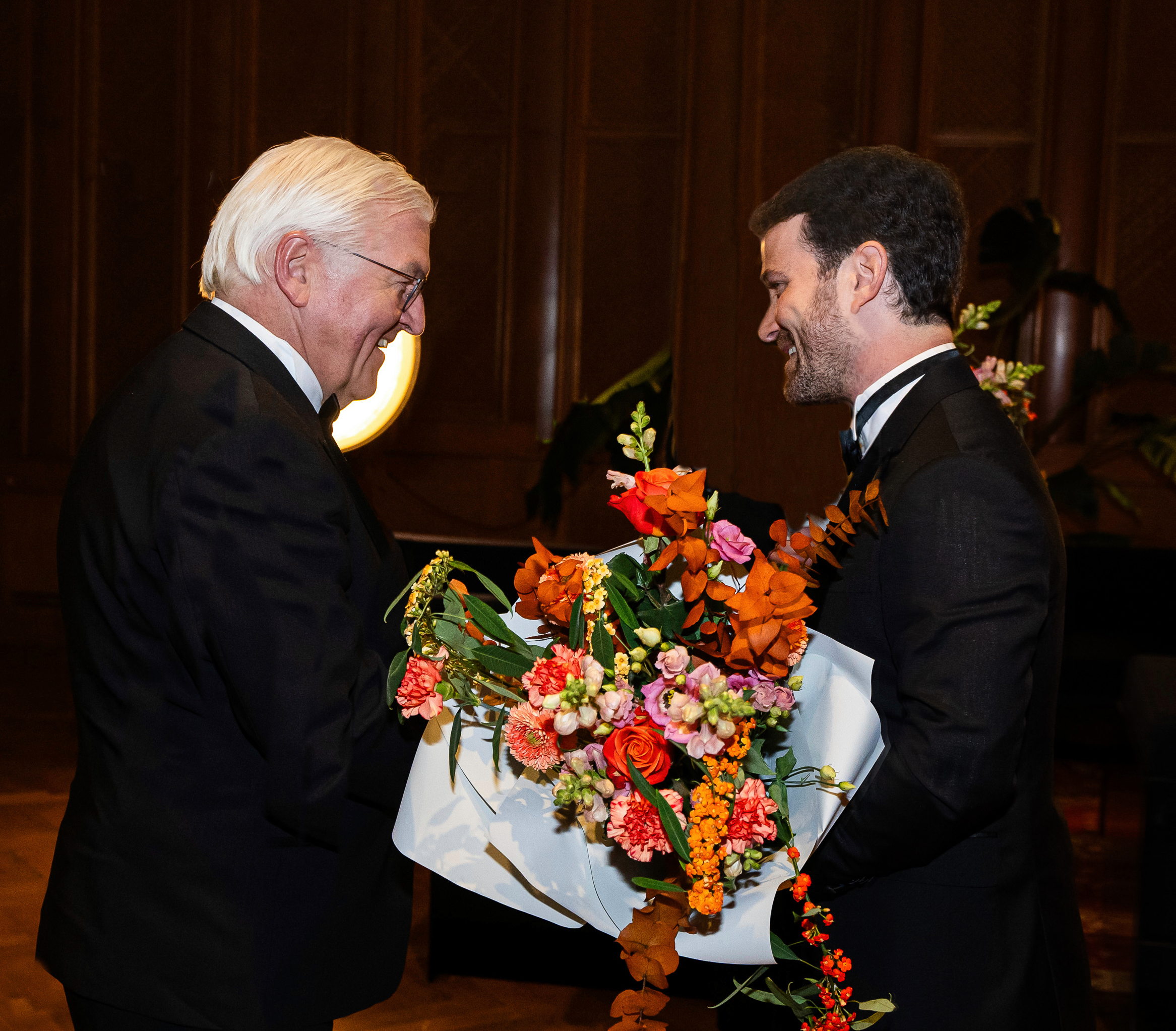
Ammiel Bushakevitz mit dem Bundespräsident Frank-Walter Steinmeier, Berlin (2023)

Ammiel Issachar Bushakevitz (hebräisch עמיאל בושקביץ; * 9. April 1986 in Jerusalem, Israel) ist ein israelisch-südafrikanischer Pianist und Liedbegleiter.

## Leben
Aus Jerusalem stammend, begann Ammiel Bushakevitz im Alter von vier Jahren Klavier zu spielen. Er studierte an der Hochschule für Musik und Theater „Felix Mendelssohn Bartholdy“ Leipzig und am Pariser Konservatorium (Conservatoire national supérieur de musique de Paris), Frankreich.
Zu seinen Auszeichnungen zählen das DAAD-Stipendium für Künstler und der Preis der Europäischen Kommission.

## Diskographie
- 2013 – Ammiel Bushakevitz spielt Schubert[4] Solo Klavier Album. Ammiel Bushakevitz, Klavier. Aufgenommen in Paris, Frankreich. (IAWS)
- 2014 – Duo Aurelius live in Catalonia[5]  Deniz Tahberer, Violine; Ammiel Bushakevitz, Klavier.  (Solfa Records)
- 2015 – Mozart – Sonatas for Piano and Violin[6]  Ammiel Bushakevitz, Klavier; Avigail Bushakevitz, Violine. Barcelona, Spanien (Solfa Records)
- 2016 – Lieder aus der Jugendstil[7] Hagar Sharvit, Mezzosopran; Ammiel Bushakevitz, Klavier. Aufgenommen in Mürzzuschlag, Österreich.
- 2017 – Fries: Sisi Poems – Lieder der Kaiserin Elisabeth[8] Nina Bernsteiner, Mezzosopran; Ammiel Bushakevitz. Wien, Österreich. (Gramola)
- 2017 – Liszt: 15 Songs[9] Timothy Fallon, Tenor; Ammiel Bushakevitz, Klavier. Aufgenommen im (Jerusalem Music Centre), Mishkenot Sha'ananim, Israel. (BIS Records)
- 2017 – Franz Schubert: Impromptus & Klavierstücke[10] Solo Klavier Album. Aufgenommen in Lissabon, Portugal (Hänssler Classic)
- 2021 – OMBRES: compositrices de la Belle Époque[11] Laetitia Grimaldi, soprano, Ammiel Bushakevitz, Klavier. Aufgenommen im (Jerusalem Music Centre), Mishkenot Sha'ananim, Israel. (BIS Records)